# Bravo Bravissimo Club
Bravo Bravissimo Club è stato un programma televisivo italiano e spin-off di Bravo Bravissimo (1991-2001), andato in onda nella fascia pomeridiana su Rete 4 nel biennio 2001-2002. La prima edizione era condotta da Mauro Serio e, la seconda (e ultima), da Maria Teresa Ruta.

## Storia
Il programma – considerato come "il sabato di Bravo Bravissimo", perché andato in onda ogni sabato alle ore 18:00 – nacque come talk show settimanale dedicato interamente a bambini e ragazzi, con spazi dedicati anche alle curiosità, ai giochi, ai film e agli ospiti in studio. Nella prima edizione erano presenti, come ospiti fissi, Cino Tortorella (nel ruolo di portavoce del Club) e la psicologa Maria Rita Parsi.
La seconda (e ultima) edizione, al contrario della prima, durò 13 puntate e si trasformò in un game show per ragazzi delle scuole medie inferiori. In ogni puntata, due scuole (suddivise in due squadre) provenienti da diverse città italiane, dal Teatro Azzurro di Gardaland, si sfidavano in varie prove suddivise in tre categorie: cultura, creatività e sport. Le prime due categorie si svolgevano in studio e, la terza, all'aperto. La squadra che totalizzava più punti era proclamata vincitrice con il titolo di "Brava Bravissima".
Sempre nella stessa edizione il programma organizzò un concorso, in collaborazione con "Erasmo - il mio primo quotidiano", che prevedeva che ai giovani telespettatori venisse proposto, in ogni puntata, un tema da comporre e inviare in trasmissione. Durante il programma, la conduttrice leggeva quello più coinvolgente e meritevole.

## Edizioni e conduttori

### Prima edizione
3 febbraio 2001 – 9 giugno 2001: Mauro Serio

### Seconda (e ultima) edizione
16 marzo 2002 – 8 giugno 2002: Maria Teresa Ruta

### Fonti
1. ↑   TV: MAURO SERIO SU RETEQUATTRO CON 'BRAVO BRAVISSIMO CLUB', su Adnkronos, 2 febbraio 2001. URL consultato il 15 luglio 2024.
2. ↑   RETEQUATTRO: DOMANI NUOVA EDIZIONE DI 'BRAVO BRAVISSIMO CLUB', su Adnkronos, 15 marzo 2002. URL consultato il 15 luglio 2024.
3. ↑   RETEQUATTRO: DOMANI SECONDA PUNTATA DI 'BRAVO BRAVISSIMO CLUB', su Adnkronos, 22 marzo 2002. URL consultato il 15 luglio 2024.
4. 1 2 3 4 5 6 7  Tutti trasmessi in prima serata.
5. 1 2 3  Trilogia degli spin-off di Io canto (2010-2011, poi 2013).
6. 1 2 3  Trilogia degli spin-off di The Voice of Italy (2013-2016, poi 2018-2019).

### Annotazioni
1. ↑  Secondo spin-off di Bravo Bravissimo (1991-2001).